# American Horror Story
Pour les articles homonymes, voir AHS.
American Horror Story, ou Histoire d'horreur au Québec, est une anthologie télévisée américaine créée et produite par Ryan Murphy et Brad Falchuk, diffusée depuis le 5 octobre 2011 sur la chaîne FX et disponible le lendemain sur le service de streaming Hulu et au Canada depuis le 31 octobre 2011 sur FX Canada.
En France, les six premières saisons sont diffusées en version française entre le 5 mai 2012 et le 20 mai 2017 sur Ciné+ Frisson. Depuis la septième saison, elle est diffusée en version originale depuis le 3 novembre 2017 sur Canal+ Séries et puis rediffusée en version française sur Canal+. Les premières saisons ont été disponibles sur Netflix jusqu'au 28 février 2022 avant d'arriver sur Disney+ le 13 juillet 2022. Depuis la dixième saison, la série est diffusée en version originale le lendemain de sa diffusion américaine sur MyCanal puis version française en diffusion en ligne. Les nouveaux épisodes restent quelques mois sur MyCanal avant d’être relayés par Disney+.
Au Québec, la série est diffusée depuis le 13 septembre 2012 sur AddikTV. En Belgique, la série est diffusée depuis le 16 octobre 2015 sur Plug RTL et dans la section Star de Disney+ depuis le 23 février 2021.
American Horror Story est une série construite en saisons indépendantes. Cependant, on retrouve la plupart des acteurs dans chaque saison. Jessica Lange a quitté la série après son quatrième chapitre, provoquant l'étonnement le plus total chez les fans de la série, Lange ayant toujours interprété des personnages principaux. La série a, au fil du temps, accueilli beaucoup de personnalités américaines célèbres telles qu’Adam Levine, Naomi Campbell, Stevie Nicks ou encore Lady Gaga, qui a remplacé Jessica Lange dans la cinquième saison en tant que personnage féminin principal. Elle fait également partie de la distribution de la sixième saison mais cette fois-ci dans un rôle moins important. La douzième saison marque l'arrivée de Kim Kardashian au sein de la série, qui signe son premier rôle à la télévision.
Bien que la série soit une anthologie, les histoires s'étirent sur toute une saison et on peut remarquer de nombreuses connexions entre les saisons. Les plus célèbres sont les apparitions dans trois saisons de Queenie (interprétée par Gabourey Sidibe dans les troisième, cinquième et huitième saisons), Billie Dean Howard (Sarah Paulson dans les première, cinquième, et huitième saisons), Lana Winters (Paulson dans les deuxième et sixième saisons), Twisty le clown (John Carroll Lynch dans les quatrième et septième saisons), Sœur Mary-Eunice McKee (Lily Rabe dans les deuxième et quatrième saisons), et Pepper (Naomi Grossman dans les deuxième et quatrième saisons). La huitième saison étant un crossover entre la première et la troisième, elle fait réapparaître un bon nombre de personnages, comme les sorcières de Coven, interprétées par Sarah Paulson, Frances Conroy, Lily Rabe, Taissa Farmiga, Emma Roberts et Gabourey Sidibe, mais aussi les fantômes de Murder House interprétés par Dylan McDermott, Connie Britton, Evan Peters et Jessica Lange.
La série fait référence à de nombreux faits divers, personnages historiques, films (notamment les classiques du fantastique et de l'horreur), légendes urbaines, histoires paranormales et mystérieuses — mêlant la peur, le déséquilibre psychologique, le gore, le sexe, les tabous de la société et le politiquement correct.
En 2019, le Livre Guinness des records attribue à American Horror Story le titre de série télévisée d'horreur la plus populaire au monde.
En 2020, il est annoncé qu'une série dérivée d'American Horror Story était en développement. Intitulée American Horror Stories, elle présente des épisodes d'une heure, chacun parlant d'une histoire différente. L'année suivante, en 2021, après la diffusion du dernier épisode de la première saison du spin-off, Ryan Murphy annonce étendre l'univers crée en 2011 avec deux nouvelles séries : American Love Story et American Sports Story.

## Synopsis

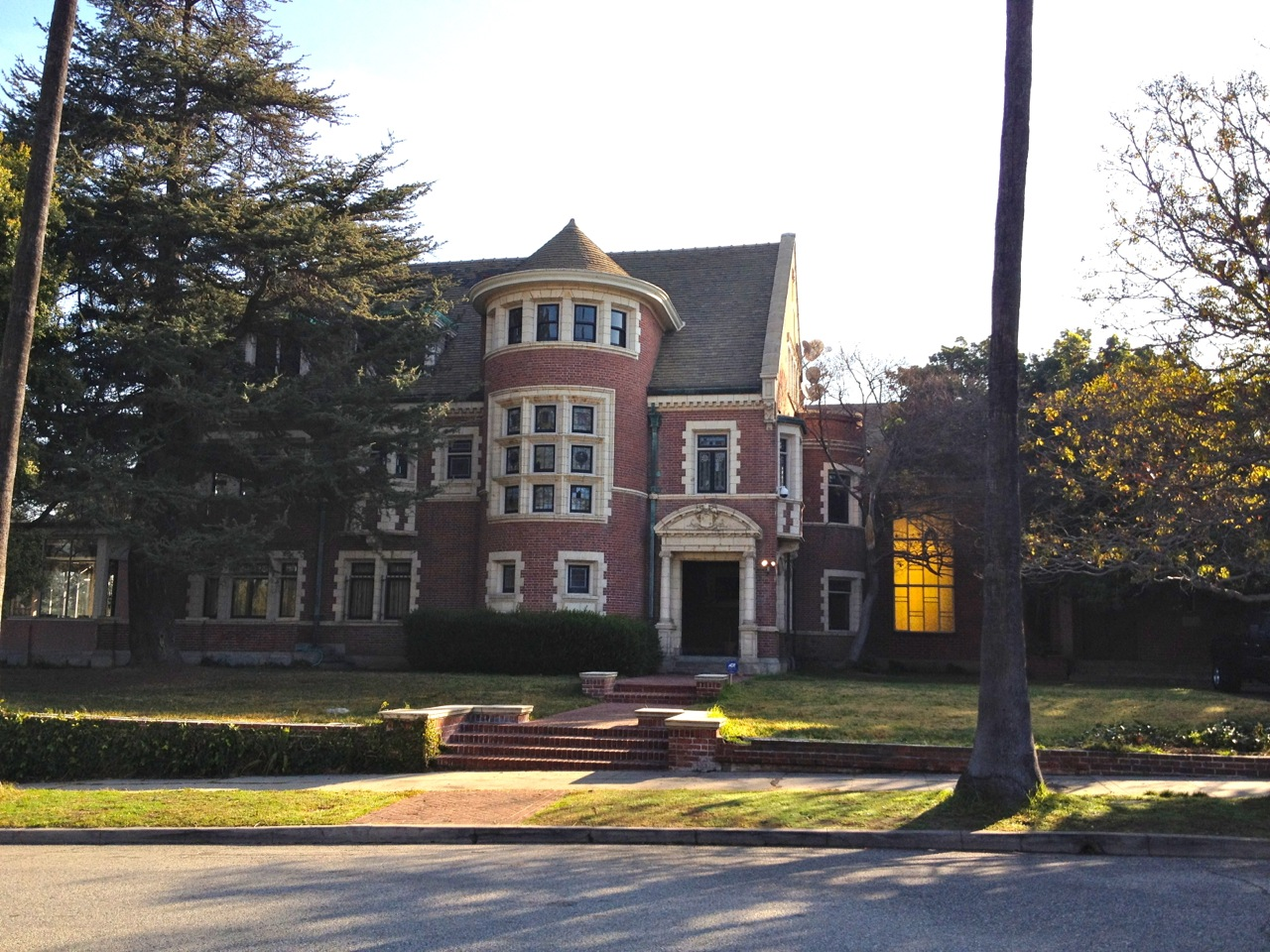
1120 Westchester Place, Los Angeles, Californie.

### Saison 1:American Horror Story: Murder House
La première saison est centrée sur la famille Harmon, composée de Ben (Dylan McDermott), Vivien (Connie Britton) et Violet (Taissa Farmiga), et se situe à notre époque. Alors que Vivien a fait une fausse couche et que Ben l’a trompée avec l’une de ses étudiantes Hayden McClaine, interprétée par Kate Mara, les Harmon décident de quitter Boston et achètent une maison victorienne à Los Angeles.
À leur arrivée, ils apprennent que le précédent propriétaire a été tué par son petit ami, qui s’est — semble-t-il — suicidé après avoir commis le meurtre. Ils font connaissance de Moira O'Hara (Frances Conroy et Alexandra Breckenridge), une mystérieuse femme de ménage s’occupant de la maison depuis des années.
La maison reçoit des visites fréquentes et inattendues de l'étrange voisine Constance Langdon (Jessica Lange) et de sa fille trisomique Adelaide (Jamie Brewer), qui semble être particulièrement attachée à la maison et à son passé. La demeure des Harmon devient également rapidement l'obsession d'un ancien propriétaire de la bâtisse, Larry Harvey (Denis O'Hare), dont le corps est partiellement brulé et l'esprit totalement perturbé.
Ben, psychiatre, a pour patient le jeune Tate Langdon (Evan Peters), probablement atteint d'un trouble de la personnalité antisociale, qui noue vite des liens avec Violet.
La famille Harmon, qui prend peu à peu conscience des terribles secrets que recèle sa maison, voit alors sa vie basculer dans le cauchemar…

### Saison 2:American Horror Story: Asylum
La deuxième saison est centrée sur l'asile psychiatrique de Briarcliff (autrefois un hôpital pour tuberculeux), dirigé d'une main de fer en 1964 par Sœur Jude — Judy Martin aux yeux de l'état civil — (Jessica Lange), une nonne autoritaire et sadique qui prend sa mission très à cœur, cherchant la rédemption pour une faute passée. Elle est aidée dans cette tâche par la jeune et naïve Sœur Mary-Eunice McKee (Lily Rabe), et le dangereux docteur Arthur Arden (James Cromwell), un médecin au passé obscur qui s'adonne à des expérimentations douteuses. L'établissement est sous les ordres d'un prêtre charismatique, arriviste et peu scrupuleux, Monseigneur Timothy Howard (Joseph Fiennes).
La région est en émoi : la police pense avoir enfin arrêté le terrible meurtrier psychopathe Bloody Face. Le malheureux Kit Walker (Evan Peters), dont l'épouse Alma (Britne Olford) a disparu dans des circonstances très étranges, est suspecté et enfermé à Briarcliff. Le fait qu'il soit persuadé d'avoir été enlevé par des extra-terrestres la nuit du meurtre ne plaide pas en sa faveur. Le docteur Oliver Thredson (Zachary Quinto), un psychiatre aux méthodes plus modernes que celles de Sœur Jude, est chargé de son expertise psychiatrique. De son évaluation dépend le sort de Kit : la chaise électrique ou l'internement à vie.
L'arrivée médiatique du présumé tueur en série à Briarcliff y attire Lana Winters (Sarah Paulson), une jeune journaliste n'ayant pas froid aux yeux, obstinée à se faire connaître du monde entier. Sa curiosité est rapidement punie, et elle se retrouve elle-même internée. C'est Grace Bertrand (Lizzie Brocheré), enfermée pour avoir tué sa propre famille, qui sert de guide aux deux nouveaux arrivants.
Alors que Kit, Lana et Grace vont tenter de s'échapper, le Diable lui-même va se glisser à l'intérieur de Briarcliff, et il n'est qu'une des nombreuses choses terrifiantes qui menacent les patients.

### Saison 3:American Horror Story: Coven
La troisième saison est centrée sur la maison pour jeunes filles exceptionnelles de Madame Robichaux.
Plus de 300 ans ont passé depuis les jours tourmentés des procès des sorcières de Salem. Celles qui ont réussi à échapper à l'Inquisition font désormais face à l’extinction. Les attaques contre leur espèce s’intensifient, poussant les jeunes filles aux dons surnaturels à se réfugier dans des lieux spéciaux et protégés, dont une école spéciale à la Nouvelle-Orléans leur apprenant à se protéger et à se défendre.
C'est ici qu'arrive Zoe Benson (Taissa Farmiga), jeune sorcière portant un lourd héritage magique. Elle y fait la connaissance de trois autres jeunes filles dans son cas : Madison Montgomery (Emma Roberts), une starlette dégénérée qui a le pouvoir de télékinésie, Queenie (Gabourey Sidibe), une véritable poupée Vaudou vivante, et Nan (Jamie Brewer), jeune fille douce et innocente qui sait lire dans les pensées. Elle rencontre également Misty Day (Lily Rabe), sorcière solitaire au pouvoir de résurrection vivant dans les marais alentours, et Cordelia Foxx (Sarah Paulson), la directrice et professeure de l'école. Face aux agressions récentes, Fiona Goode (Jessica Lange), la mère de Cordelia, qui est aussi la sorcière la plus puissante de sa génération (appelée la Suprême), refait surface en ville. Tout en faisant la course au temps pour demeurer jeune et belle, elle joue ici un double jeu : est déterminée à protéger l’assemblée mais est prête à éliminer quiconque se mettra sur son chemin pour rester la plus puissante. Malheureusement, le danger et l'animosité ambiante ne viennent pas seulement de l'extérieur, mais aussi des rivalités et des rancœurs entre les sorcières elles-mêmes. Marie Laveau (Angela Bassett), reine du vaudou, en est la preuve ; elle se méfie fortement des sorcières blanches, et voue une haine sans pareille envers l'emblématique et tristement célèbre Marie-Delphine LaLaurie (Kathy Bates), connue pour avoir torturé nombres de ses esclaves noirs durant les années 1830, et plus précisément l'amant de Marie Laveau.

### Saison 4:American Horror Story: Freak Show
La quatrième saison est centrée sur le cabinet de curiosités d'Elsa Mars, prenant place en 1952, à Jupiter, en Floride.
Elle se concentre autour de l’une des foires aux monstres les plus subsistantes des années 1950 et du dévouement de ses membres qui font tout pour maintenir leur gagne-pain conséquent. Dirigée par Elsa Mars (Jessica Lange), une femme charismatique venant d'Allemagne au passé flou, la troupe se compose d'une femme à barbe, Ethel (Kathy Bates) ; de son fils Jimmy, possédant des mains de homard (Evan Peters) ; de Paul, un homme aux bras mal-formés (Mat Fraser) ; de Suzi, une femme dont le corps s'arrête au ventre (Rose Siggins) ; d'un homme souffrant de nanisme, Meep (Ben Woolf) ; d'une femme microcéphale et de son mari, Pepper (Naomi Grossman) et Salty (Christopher Neiman) ; de la plus petite femme au monde prénommée Ma Petite (Jyoti Amge) ; d'une femme transgenre mesurant plus de deux mètres, Amazon Eve (Erika Ervin) ; et de plus récemment Bette et Dorothy Tattler (Sarah Paulson), des siamoises à deux têtes ; Wendell Toledo (Michael Chiklis), l'homme le plus fort du monde ; et de sa femme hermaphrodite à trois seins, Desiree Dupree (Angela Bassett).
Alors que le succès de la troupe s'estompe, Stanley dit "M. Spencer" (Denis O'Hare), homme d'affaires, et Maggie Esmeralda (Emma Roberts), diseuse de bonne aventure, s'invitent sur les terres de la troupe.
En parallèle, un clown meurtrier du nom de Twisty (John Carroll Lynch) auquel la vie n'a pas fait de cadeau, devient momentanément l'employé de la psychotique famille Mott composée de Gloria et de son fils Dandy (Frances Conroy et Finn Wittrock).
L'engouement se formant autour de "Fräulein" Elsa Mars coïncide avec l’étrange apparition d’une sombre entité qui menace sauvagement la vie des habitants de la ville et des forains, semant la terreur sur le petit hameau endormi qu'est Jupiter.

### Saison 5:American Horror Story: Hotel
Los Angeles, à notre époque.
Elizabeth Johnson (Lady Gaga), dite la Comtesse, tient d'une main de fer l'hôtel Cortez, un lieu étrange où les phénomènes inhabituels sont légion. Elle se complaît, avec son amant Donovan (Matt Bomer), à égorger certains de ses clients pour leur bon plaisir.
En parallèle, l'inspecteur John Lowe (Wes Bentley), marié à Alex Lowe (Chloë Sevigny), enquête sur une série de meurtres macabres qui le pousse à s'intéresser à l'hôtel Cortez. Il va alors découvrir l'envers du décor et les différents employés et résidents de l'hôtel — tels que Liz Taylor (Denis O'Hare), la barmaid, et Hazel Evers (Mare Winningham), la femme de ménage — tout en révélant au grand jour de nombreux mystères, et ainsi soulever de nombreuses questions. Qu'arrive-t-il aux résidents de la mystérieuse chambre 64 ? Pourquoi Iris (Kathy Bates), la gérante de l'hôtel, enferme-t-elle des clients pour les engraisser ? Qui sont Sally McKenna (Sarah Paulson), mystérieuse junkie locataire de l'hôtel, et James Patrick March (Evan Peters), le fondateur de l'hôtel avec qui elle semble avoir conclu un pacte macabre ? Quel est le but de Ramona Royale (Angela Bassett), actrice au sang chaud, qui semble connaître la vérité sur tout cela ?
Alors même que le célèbre styliste Will Drake (Cheyenne Jackson) vient d'y élire domicile, l'inspecteur John Lowe devra se méfier de tout le monde pour tirer cette affaire au clair.

### Saison 6:American Horror Story: Roanoke
En 2016, Shelby (Lily Rabe dans la réalité et Sarah Paulson dans l'émission) et Matt Miller (André Holland dans la réalité et Cuba Gooding Jr dans l'émission) décident de raconter leur histoire dans une émission intitulée Le Cauchemar de Roanoke produite par un homme d'affaires ambitieux, Sidney Aaron James (Cheyenne Jackson). Tout au long de l'émission, nous suivons les confessions du couple entrecoupées par une dramatisation de ce qu'ils ont vécu.
À la suite d'une agression dans un quartier de Los Angeles, le couple décide de déménager dans une vieille maison qu'ils pensent faite pour eux à Roanoke en Caroline du Nord. Mais très vite, Shelby se sent mal à l'aise et se voit obligée d'appeler à l'aide Lee (Adina Porter dans la réalité et Angela Bassett dans l'émission), la sœur de Matt et agent de police. Cris de cochon égorgé, pluie de dents humaines, tentative de noyade, elle et Matt pensent devenir fous. Cela ne fait qu'empirer le soir où Shelby se retrouve nez à nez avec une mystérieuse communauté très hostile dont la leader, mère du barbare Ambrose (Jesse La Flair dans la réalité et Wes Bentley dans l'émission), se fait appeler la Bouchère (Susan Berger dans la réalité et Kathy Bates dans l'émission). Pourrait-elle avoir affaire à la fameuse colonie perdue, celle qui avait disparu au XVIe siècle sans laisser d'autres traces que le mot « Croatoan » gravé sur un arbre ?
Aidés par le docteur Elias Cunnigham (Ric Sarabia dans la réalité et Denis O'Hare dans l'émission), le médium Cricket Marlowe (Leslie Jordan dans l'émission et dans la réalité) et l'aristocrate Edward Philippe Mott (Elliott Ehlers dans la réalité et Evan Peters dans l'émission), le trio arrive à cette conclusion : rester chez soi est la meilleure chose à faire si l'on tient à sa vie.

### Saison 7:American Horror Story: Cult
Ally (Sarah Paulson), Ivy (Alison Pill) et Ozymandias Mayfair-Richards (Cooper Dodson) aussi appelé Oz, leur fils, habitent à Brookfield Heights, dans un quartier résidentiel de Détroit. La famille vit paisiblement, tenant un restaurant apprécié, et est désormais loin de son sombre passé, bien que leurs voisins, Meadow (Leslie Grossman) et Harrison Wilton (Billy Eichner) soient particulièrement étranges et semblent cacher de lourds secrets.
Néanmoins, la vie n'a pas toujours été si tranquille pour Ally. Ayant pourtant réussi à surpasser toutes ses phobies et angoisses apparues à la suite des événements du 11 septembre, comprenant sa coulrophobie (peur des clowns), sa trypophobie (peur des trous) et son hématophobie (peur du sang) grâce notamment à l'aide de sa femme et de son psychothérapeute, le docteur Rudy Vincent (Cheyenne Jackson), ses peurs refont tout à coup surface lorsque Donald Trump est élu président des États-Unis en 2017.
En parallèle, Kai Anderson (Evan Peters), un jeune homme charismatique et aux tendances ultraviolentes aux cheveux bleus, forme une secte composée d'individus souhaitant changer le système politique américain, aidé par sa morbide sœur Winter (Billie Lourd). Ils utilisent les peurs de chacun afin d'effrayer la ville et d'inciter les citoyens à voter pour Kai, lui permettant ainsi d'être élu au conseil municipal.
Persuadée qu'on aspire à faire du mal à sa famille, bien qu'Ivy pense qu'elle est en plein crise de nerfs, Ally se verra prendre des mesures drastiques pour protéger ceux qu'elle aime, au péril de tout ce à quoi elle croit.

### Saison 8:American Horror Story: Apocalypse
À la suite de l’Apocalypse nucléaire en 2018, une élite formée scrupuleusement à partir de l'ADN de ses membres survit du désert nucléaire qu'est devenu le monde dans des avant-gardes sécurisées créées par la mystérieuse Coopérative. Sur la côte ouest américaine, Wilhemina Venable (Sarah Paulson) et Miriam Mead (Kathy Bates) dirigent l'Avant-garde 3 d’une main de fer, punissant violemment ceux qui désobéissent aux ordres ou qui transgressent les règles imposées par les deux femmes.
Un groupe de 4 survivants composé de Mr. Gallant (Evan Peters), Coco St. Pierre Vanderbilt (Leslie Grossman), Mallory (Billie Lourd) et Evie Gallant (Joan Collins), rejoignent l'Avant-garde 3 après avoir assisté à l'Apocalypse depuis leur avion qui s'est écrasé quelques instants plus tard.
En parallèle, Timothy Campbell (Kyle Allen) et Emily (Ash Santos), deux adolescents arrachés à leur famille en raison de leur patrimoine génétique, sont conduits à l'avant-garde, où ils trouvent d'autres survivants comme Dinah Stevens (Adina Porter), une célèbre préentatrice de show télévisé, son fils André (Jeffrey Bowyer-Chapman) et Stu (Chad James Buchanan), le compagnon d'André.
L'arrivée inattendue de Michael Langdon (Cody Fern), un représentant de la "Coopérative", mystérieuse organisation gérant les avant-postes, et déterminé à sauver la société avec un paradis secret, jette leur ordre dans le chaos. Cependant, sous la surface du salut de l’humanité se trouve un champ de bataille pour le conflit final entre le bien et le mal.

### Saison 9:American Horror Story: 1984
Los Angeles, 1984.
Xavier Plymton (Cody Fern), un jeune professeur d'aérobic, convainc ses amis Montana (Billie Lourd), Ray (Deron Horton), Chet (Gus Kenworthy) et Brooke (Emma Roberts), une jeune étudiante récemment arrivée en ville, de se rendre avec lui au Camp Redwood afin de travailler en tant que moniteurs pour échapper à la ville et à son récent taux de meurtres élevé. Brooke, un peu hésitante à la suite de son désir d'étudier, change d'avis au moment où elle se fait agresser à son domicile par un individu se faisant appeler le Traqueur de la nuit (Zach Villa).
À leur arrivée au camp, les jeunes gens adoptent rapidement leur poste de moniteurs et rencontrent par la même occasion Rita (Angelica Ross), l'infirmière du camp, mais aussi Margaret Booth (Leslie Grossman), une femme religieuse se révélant être la propriétaire des lieux et qui, entre autres, cache un lourd secret, ainsi que Trevor Kirchner (Matthew Morrison), le charismatique directeur des activités.
En parallèle, dans un centre d'internement proche du camp, un psychopathe répondant au nom de Benjamin Richter, alias Monsieur Grelots (John Carroll Lynch), connu pour avoir perpétré le plus grand massacre dans un camp de vacances au sein même du Camp Redwood, en 1970, parvient à s'échapper de sa cellule.
Alors que les jeunes moniteurs se préparent à accueillir les enfants séjournant au camp, ils ne se doutent pas une seconde qu'un redoutable assassin est à leurs trousses, bien décidé à réinvestir les lieux pour achever le travail commencé quatorze ans plus tôt…

### Saison 10:American Horror Story: Double Feature

#### Première partie:Red Tide
De nos jours, Harry Gardner (Finn Wittrock), sa femme enceinte Doris (Lily Rabe) et leur fille Alma (Ryan Kiera Armstrong) décident de quitter New York pour passer l'hiver à Provincetown, une petite station balnéaire du Massachusetts. Alors que Doris s'est engagée pour refaire la décoration de la maison dans laquelle ils logent, Harry, lui, est chargé d'écrire le scénario d'une série policière, mais il va rapidement faire face au syndrome de la page blanche.
Cependant, une fois installée, la famille fait face à des événements troublants : Harry est abordé par une sans-abri du nom de Karen (Sarah Pauslon), qui le supplie violemment de quitter la ville, tandis que Doris et Alma se font agresser par un étrange individu pâle aux dents acérées. Ils décident alors de consulter l'agent de police Burleson (Adina Porter), mais cette dernière les rassure et leur annonce qu'ils n'ont rien à craindre en ville.
Un soir, alors qu'Harry se rend au restaurant, il est abordé par Mickey (Macaulay Culkin), un individu excentrique qui semble être un toxicomane, et fait également la connaissance de Sarah Cunningham (dite Belle Noir de son nom de plume) (Frances Conroy) et d'Austin Sommers (Evan Peters), deux autres écrivains qui logent à Provincetown pour écrire durant l'hiver.
Cependant, une fois rentré chez lui, l'un des individus pâles pénètre dans la maison et l'agresse, puis finit par le tuer en légitime défense. La famille décide alors de retourner à New York, mais c'est sans compter sur la patronne d'Harry, Ursula (Leslie Grossman), qui lui ordonne de rester sur place pour écrire le scénario, sous peine de licenciement voir pire, de voir sa réputation anéantie. Pour l'aider à lutter contre son syndrome, Austin lui fournit alors d'étranges pilules noires qui procureraient de l'inspiration aux artistes et aux créateurs, mais qui pourraient également avoir un lien avec les événements étranges qui ont lieu en ville…

#### Deuxième partie:Death Valley
En 1954, au Nouveau-Mexique, Maria Wycoff (Rebecca Dayan), une mère au foyer, se fait agresser par une force inconnue semblant provenir du ciel. En Californie, le président Dwight D. Eisenhower (Neal McDonough), en vacances avec sa femme Mamie (Sarah Paulson), est alors réquisitionné pour enquêter sur un crash survenu dans le désert de ce qui semble être une soucoupe volante. Sur place, l'armée retrouve également Amelia Earhart (Lily Rabe), complètement désemparée, et censée être disparue depuis 1937.
Alors que les services secrets autopsient un corps humanoïde retrouvé sur les lieux du crash, d'étranges phénomènes se produisent, conduisant à la mort de nombreux hommes, vraisemblablement tués par Maria qui semble être possédée.
De nos jours, Kendal Carr (Kaia Gerber), Cal Cambon (Nico Greetham), Troy Lord (Isaac Cole Powell) et Jamie Howard (Rachel Hilson), quatre étudiants, décident de partir en vacances camper dans le désert. Sur place, les vacances tournent rapidement au cauchemar et les étudiants quittent les lieux précipitamment, mais ils sont pris pour cible par ce que Kendall pense être des aliens.
Les quatre amis vont alors être victimes d'affreux symptômes indésirables, tandis que la réponse à tous ces événements pourrait se trouver dans le passé...

### Saison 11:American Horror Story: NYC
New York, 1981.
Gino Barelli (Joe Mantello), un journaliste local pour le New York Native, presse son petit ami, l'inspecteur Patrick Read (Russell Tovey), de lui fournir des informations sur une série de meurtres visant des homosexuels. Patrick refuse d'être la source de Gino, par peur de voir sa sexualité révélée aux forces de police, et, conséquemment, à ses collègues.
Pendant ce temps, Sully (Jared Reinfeldt), le colocataire d'Adam (Charlie Carver), disparaît à Central Park sans laisser aucune trace. Pour le retrouver, Adam fera équipe avec un jeune photographe très connu à New York, Theo Graves (Isaac Cole Powell), mais ces derniers seront surveillés de près par Sam (Zachary Quinto), l'ex-petit ami de Théo, qui est aussi un homme influent de New York. Adam se verra aussi assisté par Kathy Pizazz (Patti LuPone), une ancienne chanteuse de cabaret recluse dans un sauna gay, qui semble être sensible au monde du surnaturel.
En parallèle, le docteur Hannah Wells (Billie Lourd) voit ses patients attraper un virus inconnu que des cerfs ont contracté sur Fire Island.
Le virus de Fire Island, la disparition ou les meurtres violents d'hommes gay, et une menace prenant la forme d'un homme vêtu de cuir aperçu par les victimes, tout cela semble avoir un lien, mais lequel...?

### Saison 12:American Horror Story: Delicate
De nos jours, la jeune actrice Anna Victoria Alcott (Emma Roberts) voit sa vie changer à la suite du succès du film The Auteur où elle tient le rôle principal sur les conseils de son agent et meilleure amie Siobhan Corbyn (Kim Kardashian). Parralèlement à ce succès, Anna fait tout pour tomber enceinte et mener une paisible vie de famille avec son mari Dexter (Matt Czuchry). Cependant, Anna va rapidement se rendre compte qu'elle est suivie par une mystérieuse femme habillée de rouge et de noir (Cara Delevingne). La paranoïa va alors s'installer insidieusement dans l'esprit d'Anna, et une seule conclusion s'imposera : on en veut à sa vie, voir pire, à celle de son futur enfant...

### Saison 13:American Horror Story:?
Prévue pour 2025, elle est - à l'heure actuelle - la dernière saison de la série à être commandée par FX. Le 1er octobre 2024, Ryan Murphy annonce dans la presse que Sarah Paulson et Evan Peters, apparus pour la dernière fois dans Double Feature, sont en discussion pour rejoindre le casting de ce nouveau chapitre, au thème toujours inconnu.

## Distribution principale
Légende:  = Principal/e (crédité/e au générique d'ouverture)
Légende:  = Récurrent/e
Légende:  = Invité/e spécial/e
| Sarah Paulson          | 3  | 13 | 13 | 12 | 9  | 10 | 11 | 10 |   | 8 |    |   | NC | 89 |
| Evan Peters            | 12 | 13 | 11 | 13 | 10 | 4  | 11 | 8  |   | 5 |    |   | NC | 87 |
| Denis O'Hare           | 8  |    | 10 | 10 | 11 | 5  |    |    |   | 4 | 6  | 6 |    | 60 |
| Jessica Lange          | 11 | 13 | 13 | 13 |    |    |    | 2  |   |   |    |   |    | 52 |
| Lily Rabe              | 7  | 10 | 10 | 1  | 2  | 10 |    | 2  | 3 | 6 |    |   | NC | 51 |
| Kathy Bates            |    |    | 10 | 10 | 11 | 9  |    | 10 |   |   |    |   |    | 50 |
| Frances Conroy         | 11 | 5  | 9  | 8  |    | 1  | 2  | 7  |   | 6 |    |   |    | 49 |
| Emma Roberts           |    |    | 13 | 10 |    |    | 1  | 7  | 9 |   |    | 8 |    | 48 |
| Leslie Grossman        |    |    |    |    |    |    | 6  | 8  | 8 | 8 | 7  | 3 |    | 40 |
| Angela Bassett         |    |    | 12 | 11 | 7  | 9  |    | 1  |   |   |    |   | NC | 40 |
| Billie Lourd           |    |    |    |    |    |    | 10 | 8  | 9 | 2 | 7  | 3 |    | 39 |
| Taissa Farmiga         | 11 |    | 13 |    |    | 1  |    | 6  |   |   |    |   |    | 31 |
| Adina Porter           | 1  |    |    |    |    | 9  | 10 | 7  |   | 3 |    |   |    | 30 |
| Finn Wittrock          |    |    |    | 12 | 9  | 2  |    |    | 1 | 5 |    |   |    | 29 |
| Cheyenne Jackson       |    |    |    |    | 9  | 7  | 8  | 4  |   |   |    |   |    | 28 |
| Zachary Quinto         | 4  | 12 |    |    |    |    |    |    |   |   | 8  | 1 |    | 25 |
| Dylan McDermott        | 12 | 5  |    |    |    |    |    | 1  | 3 |   |    |   |    | 21 |
| Wes Bentley            |    |    |    | 3  | 11 | 8  |    |    |   |   |    |   |    | 21 |
| Cody Fern              |    |    |    |    |    |    |    | 9  | 9 | 2 |    |   | NC | 20 |
| John Carroll Lynch     |    |    |    | 5  | 2  |    | 2  |    | 9 |   |    |   |    | 18 |
| Chloë Sevigny          |    | 6  |    |    | 12 |    |    |    |   |   |    |   |    | 18 |
| Angelica Ross          |    |    |    |    |    |    |    |    | 9 | 6 |    |   |    | 15 |
| Lady Gaga              |    |    |    |    | 12 | 3  |    |    |   |   |    |   | NC | 15 |
| Connie Britton         | 12 |    |    |    |    |    |    | 1  |   |   |    |   |    | 13 |
| Isaac Cole Powell      |    |    |    |    |    |    |    |    |   | 4 | 7  |   |    | 11 |
| Lizzie Brocheré        |    | 11 |    |    |    |    |    |    |   |   |    |   |    | 11 |
| Matt Bomer             |    |    |    | 1  | 9  |    |    |    |   |   |    |   |    | 10 |
| Joseph Fiennes         |    | 10 |    |    |    |    |    |    |   |   |    |   |    | 10 |
| James Cromwell         |    | 10 |    |    |    |    |    |    |   |   |    |   |    | 10 |
| Cuba Gooding Jr.       |    |    |    |    |    | 10 |    |    |   |   |    |   |    | 10 |
| Russell Tovey          |    |    |    |    |    |    |    |    |   |   | 10 |   |    | 10 |
| Joe Mantello           |    |    |    |    |    |    |    |    |   |   | 10 |   |    | 10 |
| Patti LuPone           |    |    | 4  |    |    |    |    |    |   |   | 5  |   |    | 9  |
| Michael Chiklis        |    |    |    | 9  |    |    |    |    |   |   |    |   |    | 9  |
| Alison Pill            |    |    |    |    |    |    | 9  |    |   |   |    |   |    | 9  |
| Gus Kenworthy          |    |    |    |    |    |    |    |    | 9 |   |    |   |    | 9  |
| Zach Villa             |    |    |    |    |    |    |    |    | 9 |   |    |   |    | 9  |
| Charlie Carver         |    |    |    |    |    |    |    |    |   |   | 9  |   |    | 9  |
| Matt Czuchry           |    |    |    |    |    |    |    |    |   |   |    | 9 |    | 9  |
| André Holland          |    |    |    |    |    | 8  |    |    |   |   |    |   |    | 8  |
| Matthew Morrison       |    |    |    |    |    |    |    |    | 8 |   |    |   |    | 8  |
| Kim Kardashian         |    |    |    |    |    |    |    |    |   |   |    | 8 |    | 8  |
| Sandra Bernhard        |    |    |    |    |    |    |    | 1  |   |   | 6  |   |    | 7  |
| Cara Delevingne        |    |    |    |    |    |    |    |    |   |   |    | 7 |    | 7  |
| Annabelle Dexter-Jones |    |    |    |    |    |    |    |    |   |   |    | 7 |    | 7  |
| Julie White            |    |    |    |    |    |    |    |    |   |   |    | 7 |    | 7  |
| Maaz Ali               |    |    |    |    |    |    |    |    |   |   |    | 7 |    | 7  |
| Michaela Jaé Rodriguez |    |    |    |    |    |    |    |    |   |   |    | 6 |    | 6  |
| Ryan Kiera Armstrong   |    |    |    |    |    |    |    |    |   | 5 |    |   |    | 5  |
| Macaulay Culkin        |    |    |    |    |    |    |    |    |   | 5 |    |   |    | 5  |
| Rebecca Dayan          |    |    |    |    |    |    |    |    |   | 2 | 2  |   |    | 4  |
| Neal McDonough         |    |    |    |    |    |    |    |    |   | 4 |    |   |    | 4  |
| Kaia Gerber            |    |    |    |    |    |    |    |    |   | 4 |    |   |    | 4  |
| Nico Greetham          |    |    |    |    |    |    |    |    |   | 4 |    |   |    | 4  |
| Rachel Hilson          |    |    |    |    |    |    |    |    |   | 4 |    |   |    | 4  |

Photos des 10 acteurs les plus présents dans la série
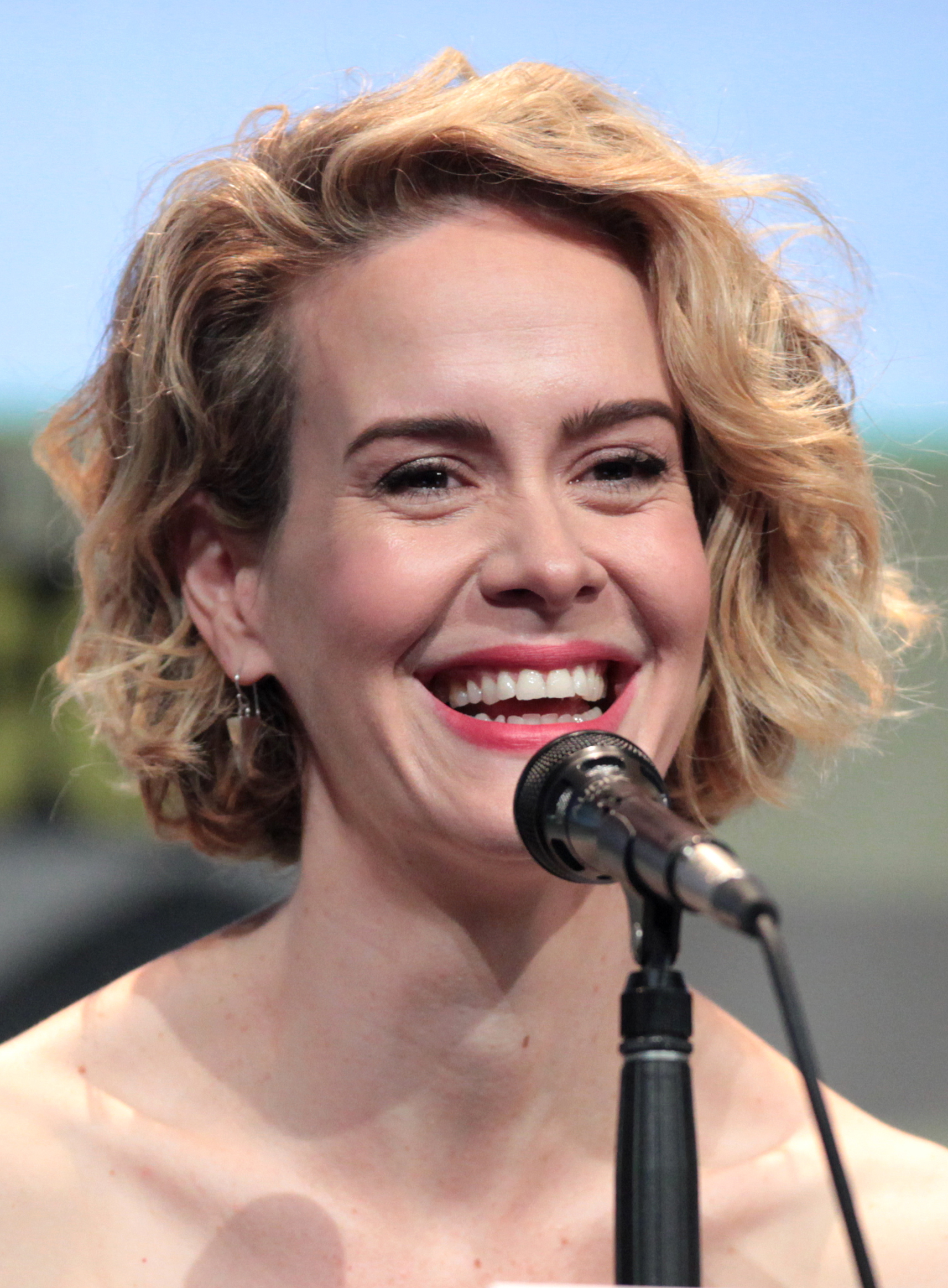
Sarah Paulson
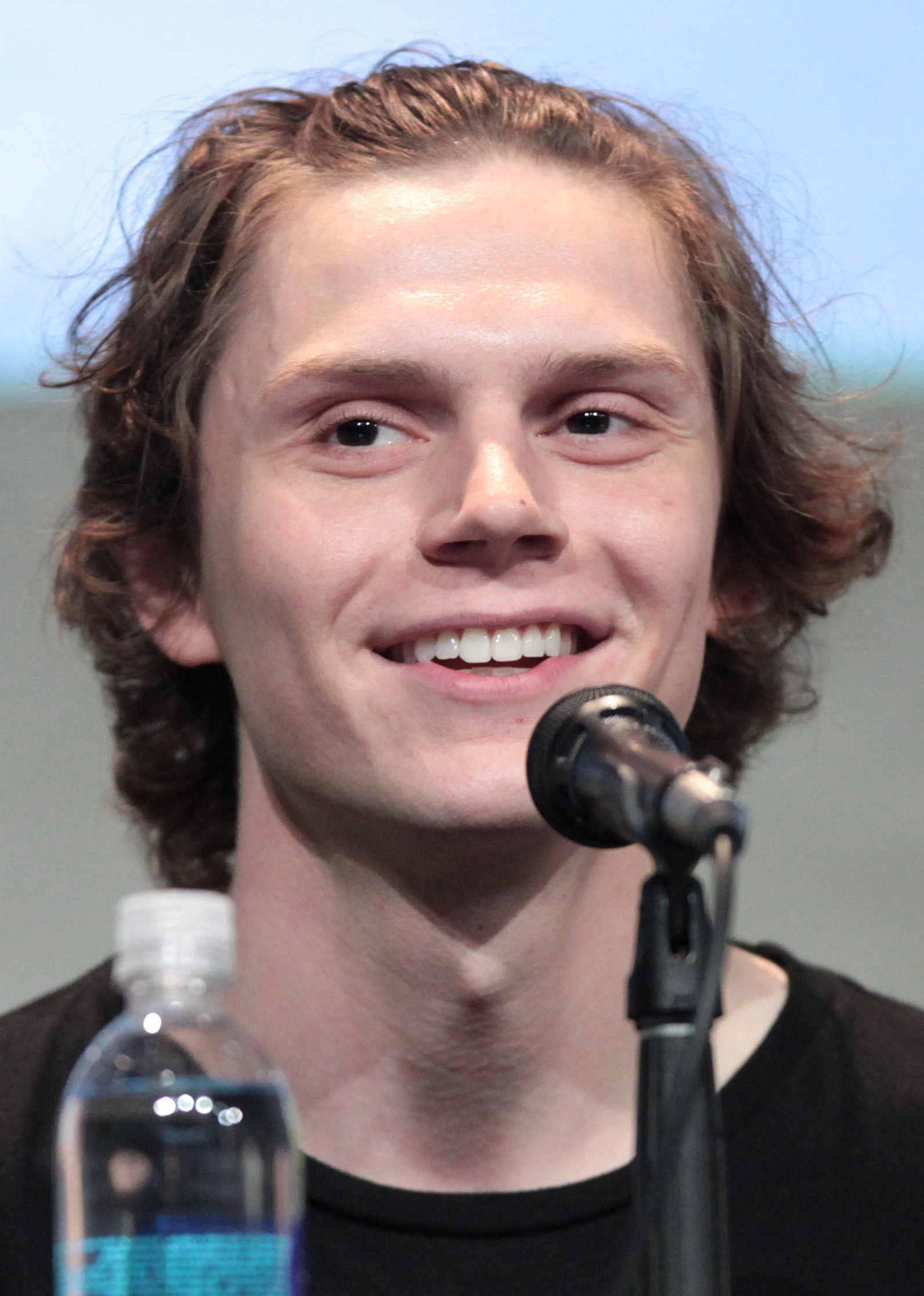
Evan Peters
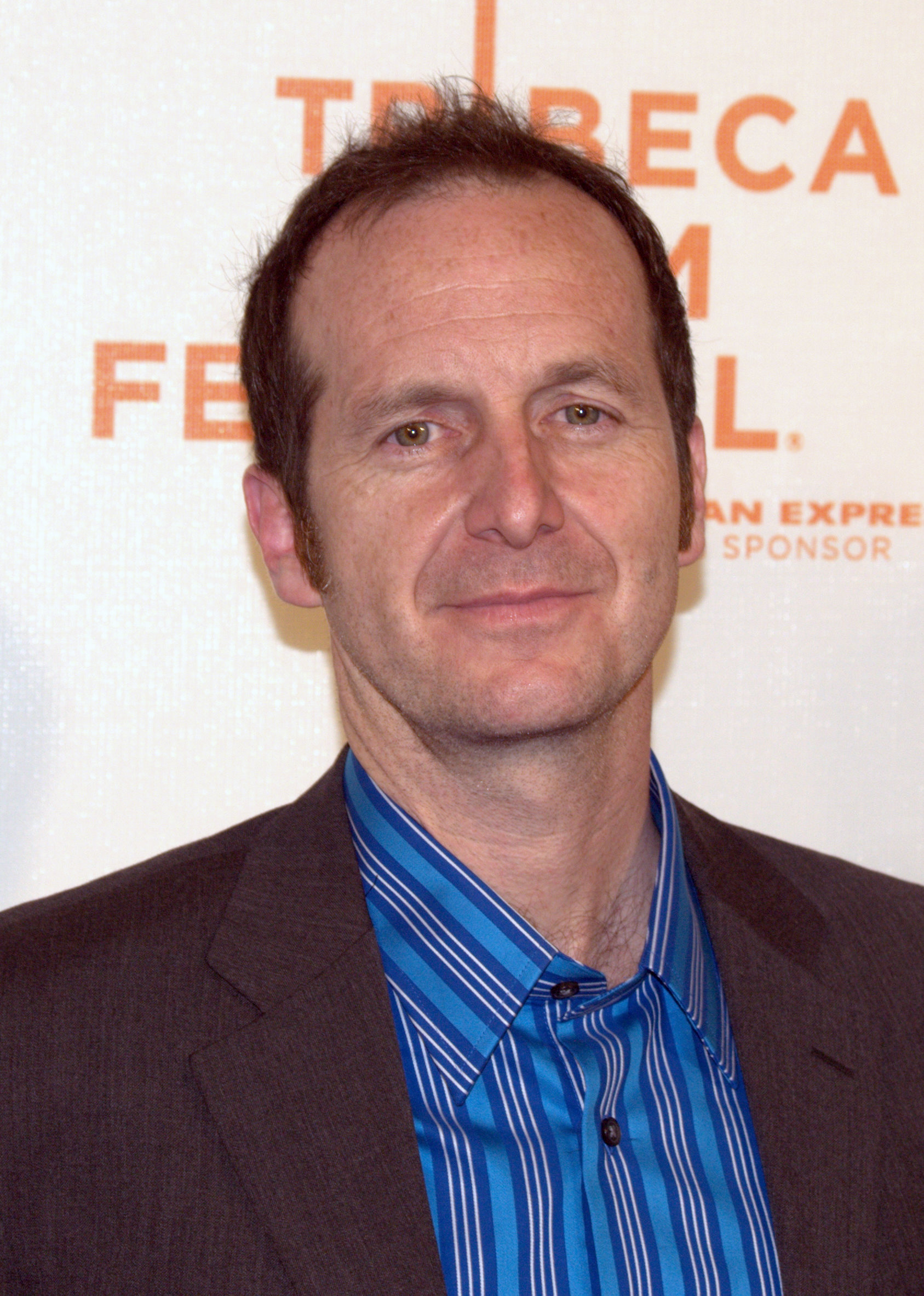
Denis O'Hare
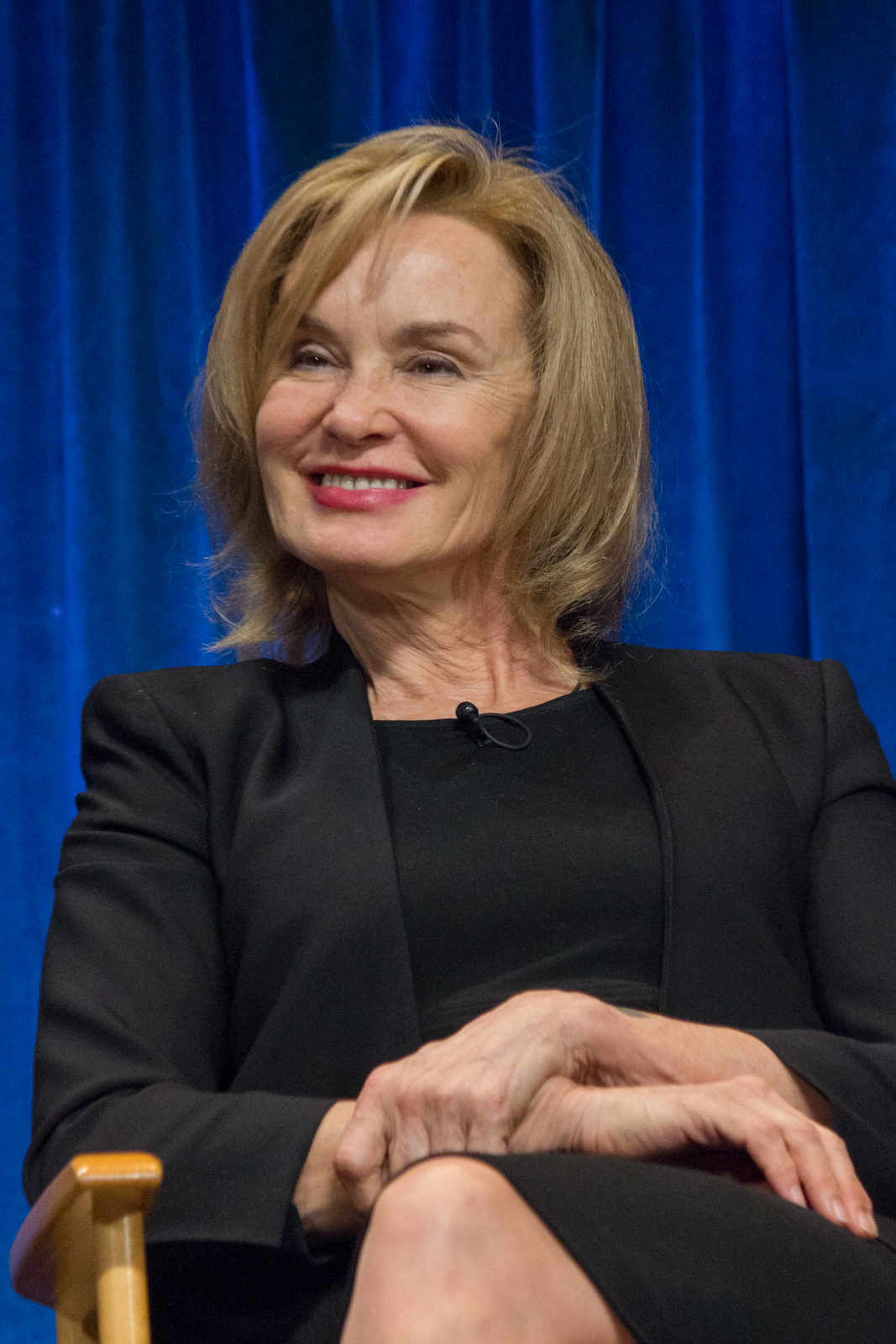
Jessica Lange
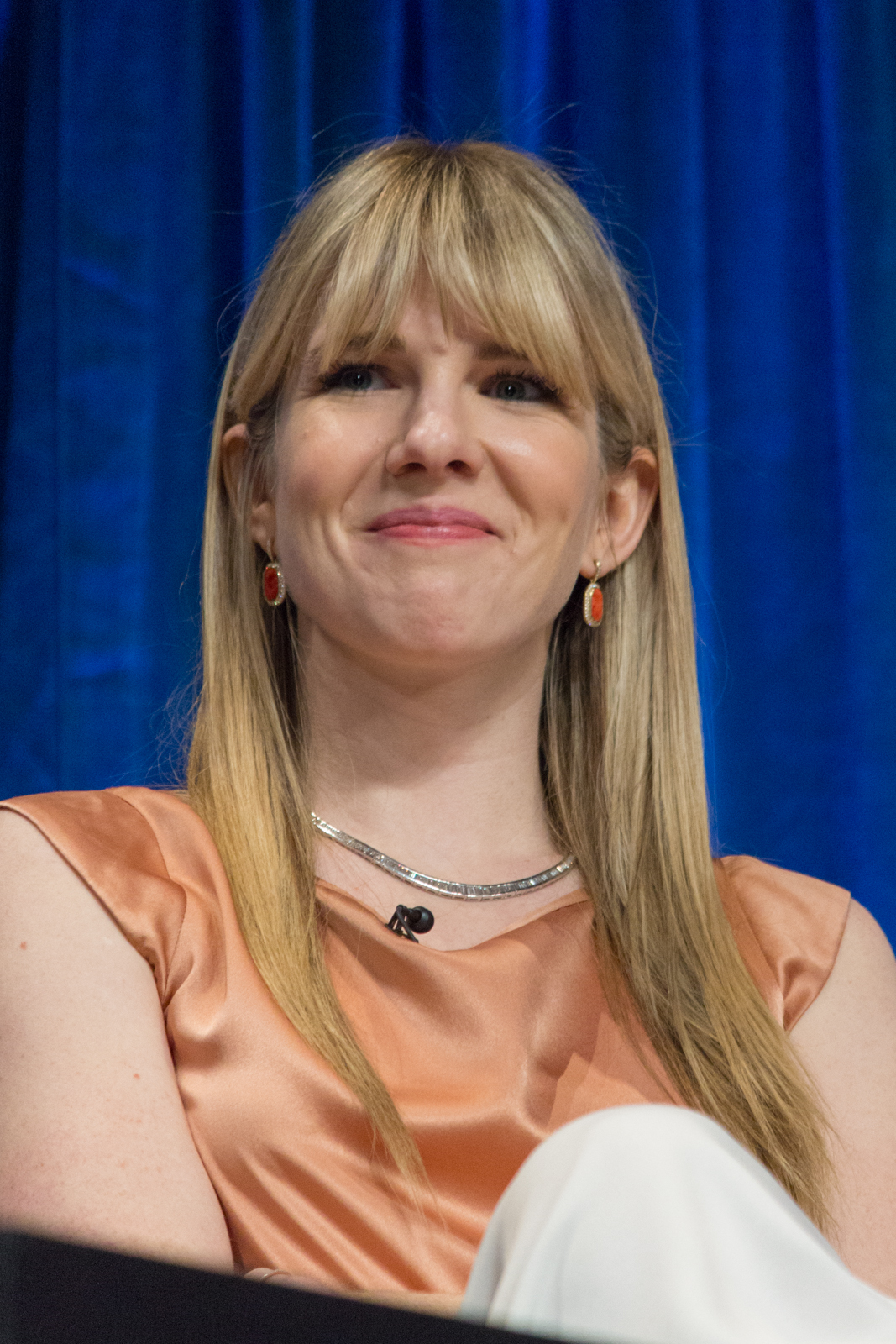
Lily Rabe
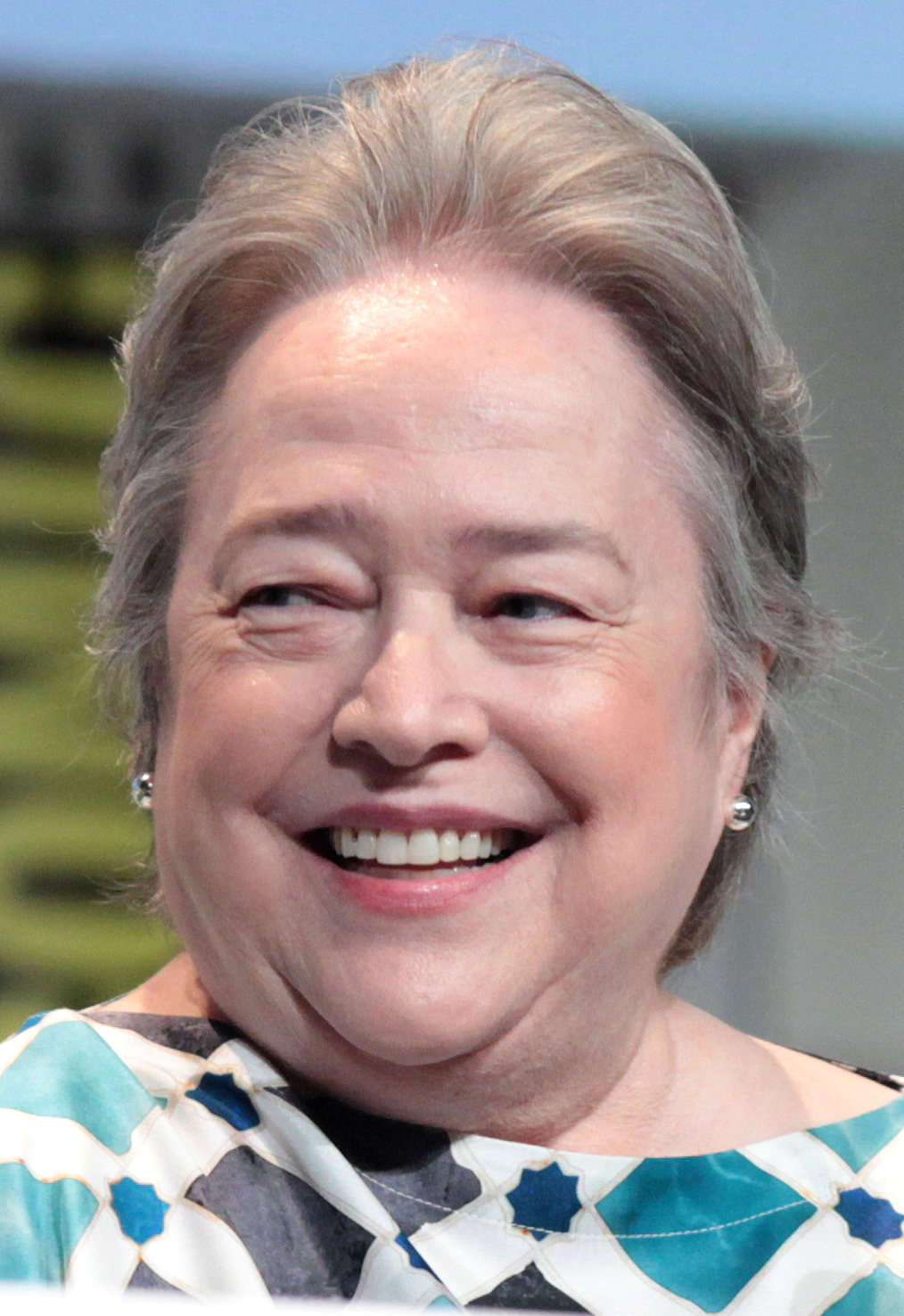
Kathy Bates
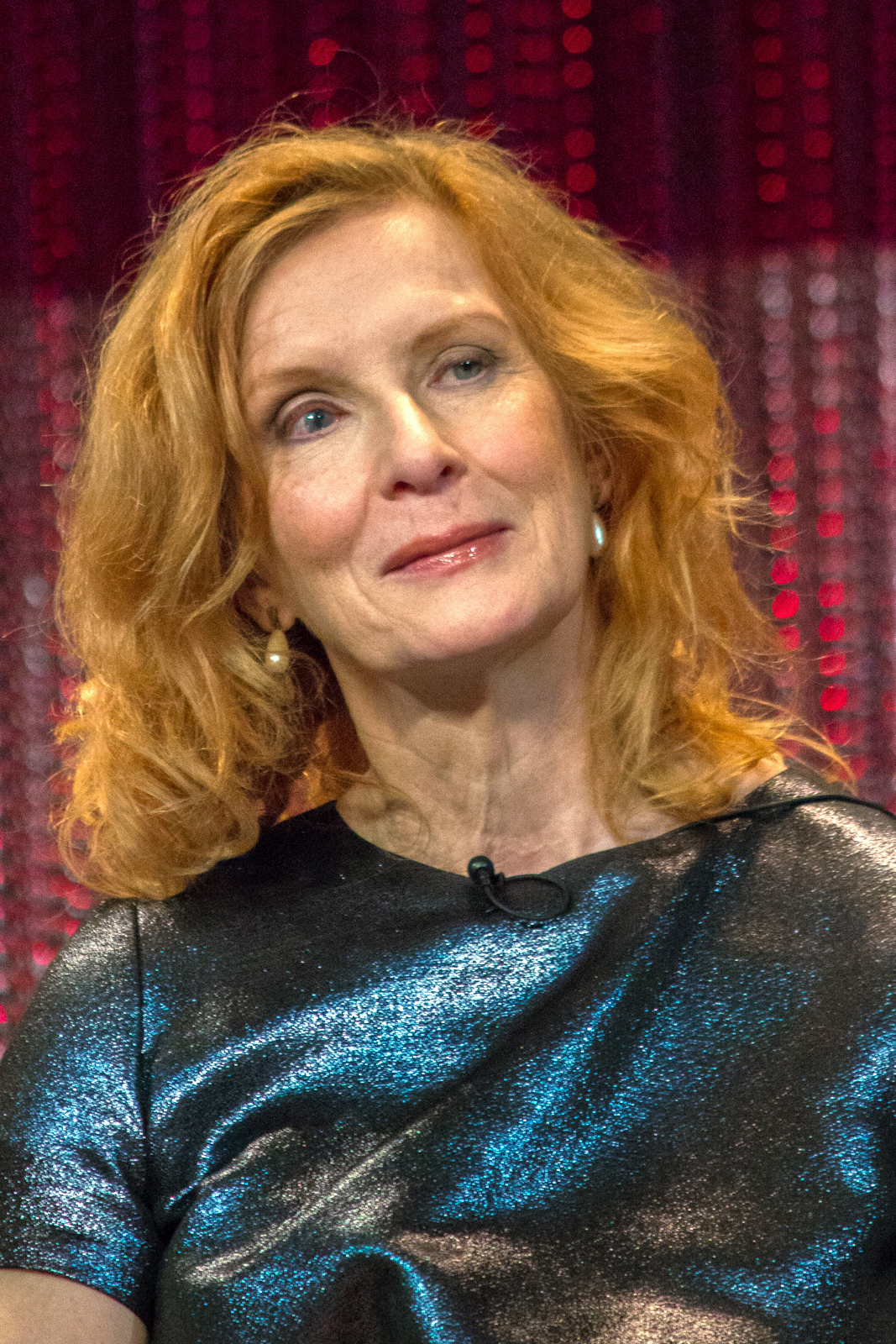
Frances Conroy
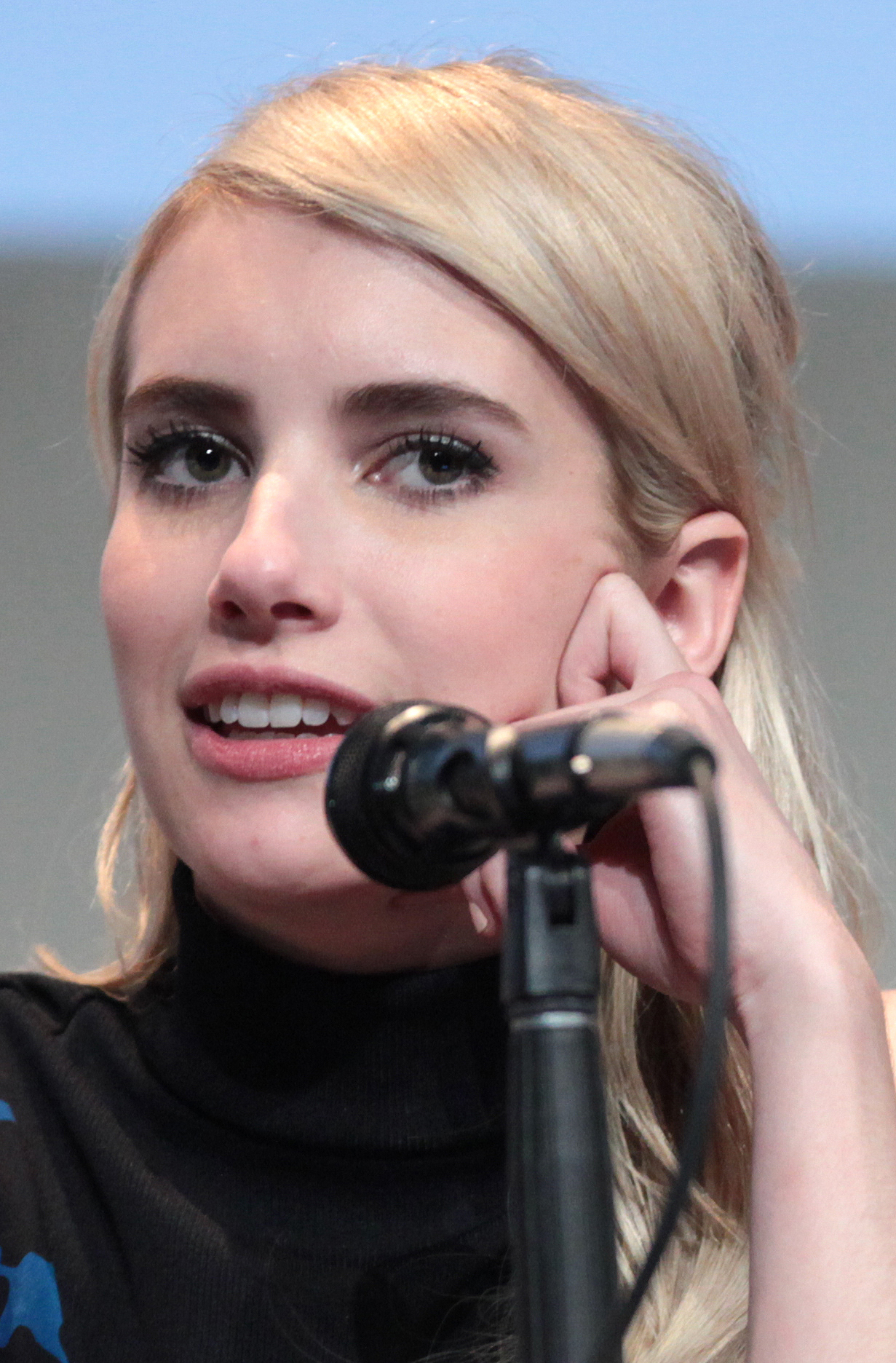
Emma Roberts
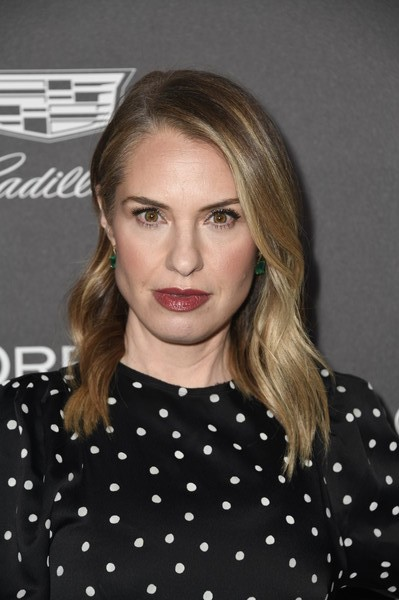
Leslie Grossman
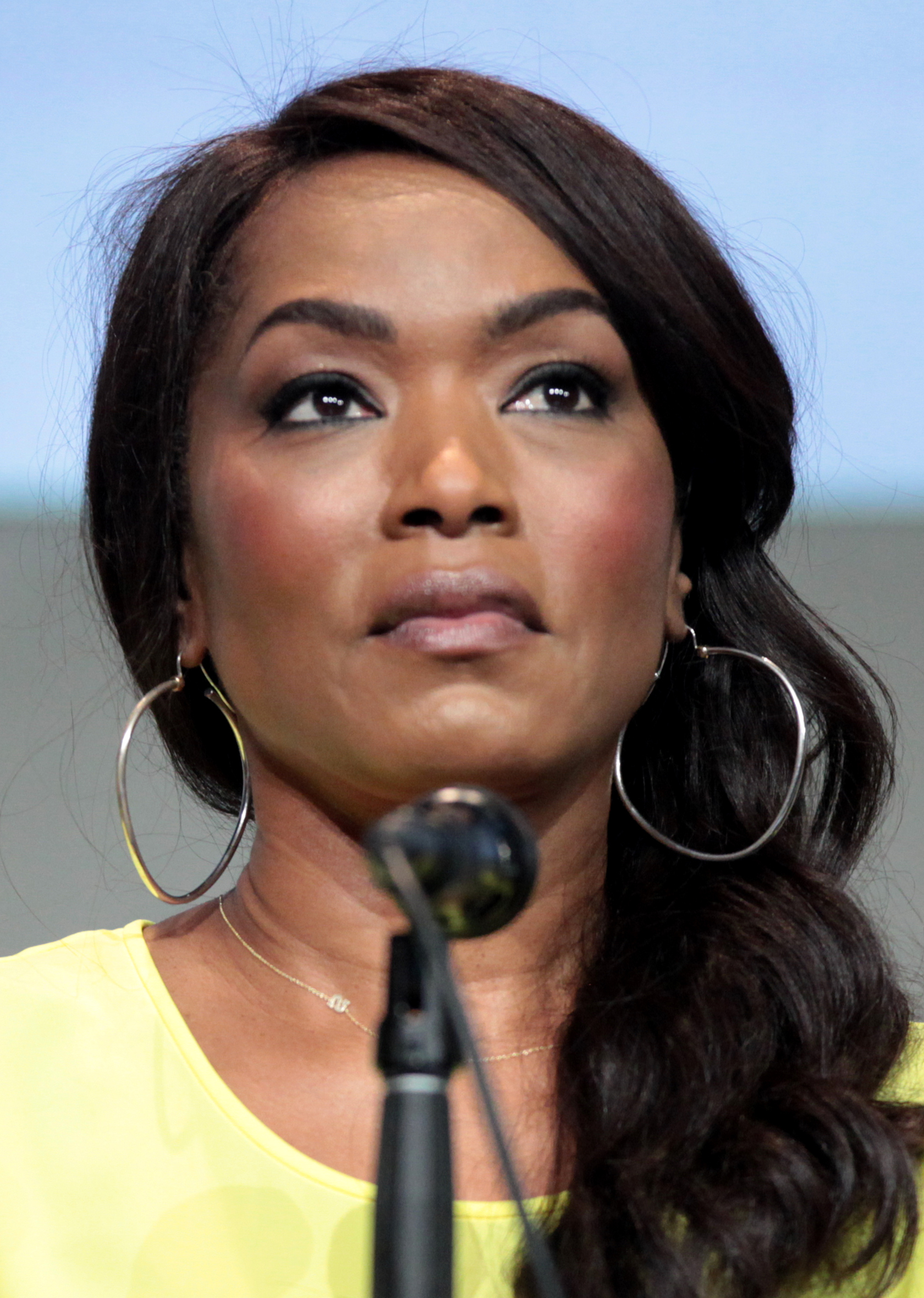
Angela Bassett

## Production

### Conception
Les créateurs Murphy et Falchuck commencent à travailler sur American Horror Story avant le début de la production de la série Glee, diffusée sur Fox. Murphy souhaite alors faire une série à l'opposé de ce qu'il a déjà fait auparavant, et commence donc son travail sur cette série. Il déclare « Nous faisons quelque chose de pur, gentillet, optimiste et pas cynique, je voulais faire quelque chose qui puise dans les différents aspects de ma personnalité,. » Falchuck est intrigué par l'idée d'apporter un œil nouveau sur le genre de l'horreur, expliquant que leur but principal en créant la série est d'effrayer les téléspectateurs. « Vous voulez que les gens soient déstabilisés après le visionnement », dit-il.
Le ton très sombre donné à la série est inspiré du feuilleton Dark Shadows, que la grand-mère de Murphy le forçait à regarder quand il était plus jeune, afin de l'endurcir.

### Développement
En février 2011, FX annonce la commande d'un Pilote d'une possible série de Ryan Murphy et Brad Falchuck, écrite également par les deux hommes et dirigée par Ryan Murphy. Dante Di Loreto est annoncé comme producteur exécutif. La série commence à être produite en avril 2011. Le 18 juillet 2011, FX annonce officiellement que le projet est devenu une série. Le 3 août 2011 est annoncé la participation de Tim Minear, Jennifer Salt, James Wong et Jessica Sharzer en tant que scénaristes. Les principaux thèmes abordés sont : le sexe, la violence, l'adultère, l'horreur.
Le 31 octobre 2011, une deuxième saison de 13 épisodes est annoncée par FX. Le créateur de la série annonce que la deuxième saison n'aura aucun rapport avec la première, les héros seront de nouveaux personnages, l'intrigue sera différente et le casting sera en partie renouvelé. Le concept de la maison hantée est lui aussi abandonné. Ryan Murphy donne tout de même un indice concernant le secret de la deuxième saison : celui-ci se trouve durant l'épisode 11 s'il est regardé image par image. Cette annonce entraîne de nombreuses suppositions concernant la deuxième saison, et les nombreuses images apparaissant quelques instants durant l'épisode entretiennent le mystère (Vivien se trouve en hôpital psychiatrique). Le 1er août 2012, Ryan Murphy annonce que la seconde saison aura un titre différent (Asylum).
Fin 2014, pour la quatrième saison « Freak Show », Ryan Murphy annonce qu'un personnage de la deuxième saison « Asylum » sera de retour. Quelques semaines plus tard, c'est au tour d'un second personnage de la deuxième saison de faire son retour dans « Freak Show » Ryan Murphy révèle alors qu'il existe un lien entre les différentes saisons dans une interview accordée à EW.
En novembre 2013, l'actrice emblématique de la série Jessica Lange annonce qu'elle ne sera pas présente dans la 5e saison. Elle le confirmera en 2015,. Par ailleurs, le 7 octobre 2014, Ryan Murphy et Brad Falchuk ont annoncé le lancement d'une série parallèle qui s'intitulera American Crime Story et dont chaque saison sera une anthologie, comme pour la série originale. Une première saison de dix épisodes est en cours de tournage. Elle comportera le sous-titre The People vs. O. J. Simpson, d'après le cas de l'acteur O. J. Simpson, qui fut accusé d'avoir assassiné son ex-épouse et l'amant de cette dernière, et elle racontera la vie d'hommes et de femmes impliqués dans le procès.
Le 25 février 2015, le titre de la saison 5 est révélé : Hotel. C'est la chanteuse Lady Gaga qui le dévoile, annonçant par la même occasion sa participation au nouvel opus de la série dans lequel elle tiendra l'un des rôles principaux, les confirmations concernant le casting se multiplient par la suite : Kathy Bates, Matt Bomer, Chloë Sevigny, Wes Bentley et Cheyenne Jackson sont les premiers acteurs dont la présence est annoncée pour cette saison 5. Plus tard, et alors que de nombreuses rumeurs faisaient état d'un éventuel départ, l'actrice Sarah Paulson, présente dans les quatre premières saisons, confirme sa participation à cette nouvelle saison. Elle est suivie quelques jours plus tard d'un autre acteur phare de la série, Evan Peters. D'autres noms seront confirmés par la suite parmi lesquels : Angela Bassett, Lily Rabe, Denis O'Hare, Finn Wittrock, Naomi Campbell et Max Greenfield.
Le 10 novembre 2015, la chaîne FX a renouvelé le contrat pour une sixième saison, Roanoke, et qui sera plus « sombre » selon Ryan Murphy qui a déclaré à propos de la saison à venir, « La prochaine saison sur laquelle nous sommes en train de travailler est très très différente de celle de Hôtel, pas plus petite. Mais tout simplement pas opulente. Plus voyous et plus sombre ». Il a tweeté plus tard qu'il avait demandé à la co-star de Hotel, Lady Gaga, de participer à cette saison. Durant les Golden Globes 2016, Ryan Murphy a également annoncé qu'Angela Bassett serait de la partie. En février 2016, Lady Gaga a officiellement annoncé son retour dans la sixième saison. Lors d'un événement à propos de X-men le 9 mai 2016 à Londres, Evan Peters, acteur phare de la série, a confirmé sa participation lors de la saison à venir et que d'autres noms seront confirmés par la suite : Sarah Paulson, Kathy Bates, Matt Bomer, Leslie Jordan, Denis O'Hare, Cheyenne Jackson, Finn Wittrock. Les 5 et 6 juillet 2016, la chaîne FX annonce que cette saison comportera seulement 10 épisodes, avec pas moins de six teasers ont été diffusés par les réseaux sociaux (Snapchat, Facebook, Twitter…) qui sont enfin officialisés par la chaîne et diffusés du 14 septembre 2016 au 16 novembre 2016. Puis, dans le courant du mois, un logo est dévoilé sur les réseaux sociaux, un 6 mélangé à un point d'interrogation, tous deux rouges sur fond noir.
La série est renouvelée pour deux nouvelles saisons le 4 octobre 2016. Le thème de la saison 7 sera révélé au printemps de l'année 2017. Ryan Murphy a déclaré que certains personnages de la saison 4, Freak Show, reviendront et que cette saison traitera entre autres de mythologie. Sarah Paulson et Evan Peters seront à l'affiche de cette septième saison, ils interpréteront des personnages principaux. Murphy ajoute également que le côté horrifique sera d'actualité, et que ceux qui avaient voté pour les élections américaines de 2016 allaient être heureux.
Une saison crossover entre Murder House (la première saison) et Coven (la troisième saison) est également prévue et d'après Murphy, cela sera « fun et très étrange ». Il a d'ores et déjà commencé à contacter certains acteurs pour cette saison future. En janvier 2017, il est annoncé lors d'un panel que la série aura une huitième et neuvième saison. Cette saison 8 aura un thème s'approchant de la science-fiction et se passera dans le futur. La saison 9 sera le crossover de la série. Le 5 janvier 2018, le créateur de la série et producteur exécutif Ryan Murphy a annoncé que la saison 8 se déroulerait dans le futur. Le 6 avril 2018, il a été révélé que la huitième saison sera fixée à 18 mois dans le futur, en octobre 2019, et présentera un ton Asylum et Coven. Le tournage de la saison débute le 16 juin 2018. Le 14 juin 2018, Ryan Murphy annonce via un tweet que la saison 8 sera finalement le crossover attendu entre Murder House et Coven. Le nom de la saison, Apocalypse, est révélé le 20 juillet pendant la Comic Con de San Diego.
Le 10 avril 2019, Ryan Murphy, le créateur de la série a annoncé sur Instagram, par une vidéo, le nom de la neuvième saison de la série : 1984. Il a été, par ailleurs, indiqué que cette neuvième saison explorerait un thème jusque là inconnu de la série : le slasher. Le tournage débute le lundi 8 juillet 2019 à Los Angeles pour une diffusion à l'automne de la même année. Au cours de l'été 2019, l'acteur Evan Peters, pilier de la série, annonce son absence pour la saison 9. Sarah Paulson, autre figure emblématique de la série, annonce début octobre 2019 qu'elle ne sera pas non plus présente dans cette saison pour cause de « préparation physique et mentale » pour la saison 3 d'American Crime Story.
Malgré l'arrêt présumé de la série après la saison 10, FX et Hulu ont annoncé, le 9 janvier 2020, que la série avait été renouvelée pour 3 saisons supplémentaires, jusqu'en 2023, bien avant même la diffusion de la saison 10 à la rentrée 2020.
Le 10 janvier 2020, lors d'une interview, Sarah Paulson, grande absente de la saison 9, annonce son retour pour la saison 10 dans le rôle d'un personnage central. Le 26 février 2020, Ryan Murphy publie une vidéo présentant le casting principal de la saison 10, avec le retour de Kathy Bates, Leslie Grossman, Billie Lourd, Sarah Paulson, Evan Peters, Adina Porter, Lily Rabe, Angelica Ross et Finn Wittrock, tandis que Macaulay Culkin rejoint pour la première fois la série. Prévue pour 2020, la saison a finalement été repoussée à 2021 en raison de la pandémie de coronavirus. Le 20 mars 2021, Ryan Murphy annonce le titre officiel de la saison sur son compte Instagram : il s'agit de Double Feature. Pour la première fois depuis le lancement de la série, la saison 10 est composée de deux parties avec un casting différent chacune et avec une histoire différente.

## Fiche technique
- Titre original et français : American Horror Story
- Titre québécois : Histoire d'horreur
- Création : Ryan Murphy et Brad Falchuk
- Réalisation : Bradley Buecker, Alfonsa Gomez-Rejon et David Semel
- Scénario : Ryan Murphy, Brad Falchuk, Tim Minear, Jennifer Salt, Jessica Sharzer et James Wong
- Direction artistique : Edward L. Rubin
- Décors : Mark Worthington
- Costumes : Chrisi Karvonides-Dushenko
- Photographie : John B. Aronson et Michael Goi
- Montage : Adam Penn, Fabienne Bouville, Bradley Buecker et Robert Komatsu
- Musique :
  - James S. Levine (2011-2014)
  - Mac Quayle (2015-)
- Casting : Eric Dawson, Carol Kritzer et Robert J. Ulrich
- Production : Alexis Martin Woodall et Chip Vucelich
  - Consultant : Tim Minear
  - Superviseur : Jessica Sharzer
  - Production exécutive : Dante Di Loreto, Brad Falchuk, Ryan Murphy, Bradley Buecker, Jennifer Salt et James Wong
- Société(s) de production : 20th Century Fox
- Société(s) de distribution (télévision) : FX
- Pays d'origine :  États-Unis
- Langue originale : anglais
- Format : couleur - 35 mm - 1,78:1 (Saison 1 à 9), 2,00:1 (depuis la saison 10) - son Dolby Digital
- Genres : Horreur, Drame et Fantastique
- Durée : Entre 35 et 75 minutes
- Classification :
  -  États-Unis : TV-MA-LSV (Interdit aux moins de 17 ans).
  -  France : Déconseillé aux  ans à la télévision. Interdit aux  ans (DVD).

Source : Sauf indication contraire ou complémentaire, les informations mentionnées dans cette section proviennent de la base de données IMDb

### Générique d'ouverture
Le générique d'ouverture de la première saison est créé par Kyle Cooper et sa compagnie Prologue, également à l'origine du générique d'ouverture de la série The Walking Dead diffusée sur AMC. La musique du générique est composée par Cesar Davila-Irizarry et Charlie Clouser. La séquence se déroule dans le sous-sol de la maison et inclut des photographies de jeunes enfants, des fœtus en pots, des squelettes, des photos funéraires, une robe de baptême flottant dans le noir et une silhouette tenant un taille-haie ensanglanté. Murphy décrit le générique comme un « mini-mystère » et précise que « Lorsque vous aurez vu le neuvième épisode de cette saison, chaque image [du générique] aura été expliquée ». »
Tout en gardant la même musique, les images du générique changent à chaque saison. Lors de la seconde saison, on aperçoit des patients d'hôpital et des fous, ainsi que des nonnes, des chirurgiens, des « possédés » et des lieux emblématiques de la saison comme la salle principale, ou encore le tunnel d'évacuation. Pour la troisième saison, ce sera en grande partie des sectes, des jeteurs de sorts vaudou ou encore des sabbats, ainsi que des références au Ku Klux Klan. La quatrième saison offre un générique tourné en images animées, avec des jouets de cirque et des clowns mécaniques effrayants qui exécutent des danses macabres, ainsi que d'autres figurines difformes à deux têtes ou à trois jambes aux actions glauques. Enfin, la cinquième saison montre des scènes sombres et sanglantes ou des personnes décharnées sortent de lits éventrés, d'autres semblables à de servantes de maison sont aperçues par des judas de porte lors d'activité lubrique ou sanglante, et on aperçoit de temps à autre un enfant livide se promener dans des couloirs glauques, un masque à gaz sur le visage. On peut lire au fur et à mesure du générique les dix commandements.
Pour la sixième saison, dû à la campagne de promotion particulière et inhabituelle où le thème de la dite-saison resta secret jusqu'à la sortie du pilote, les producteurs et réalisateurs décidèrent d'éluder le générique pour cette saison. De plus, le format de reconstitution/télé-réalité/found footage de cette saison voulant que le « générique » de chaque épisode soit un récapitulatif de l'épisode précédent, le générique d'ouverture faisant d'habitude office de mise en bouche de la série fut absent, ce qui malheureusement fut critiqué par les fans, déclarant que « le générique de la série changeant à chaque saison était comme une mini-saison à chaque nouvelle partie de la série », et était ouvertement considéré comme l'un des génériques de série les plus artistiques du moment.
Arrivant à la septième saison, Murphy dévoila le générique en avance sur la sortie de la saison en guise de promotion. On y voit des scènes se passant généralement de nuit, ou des clowns masqués sortent de cercueils neufs, de grands plans sur des cadres de ruches envahis d'abeilles, des mains ensanglantées se lavant frénétiquement, le drapeau des États-Unis taché de sang dégoulinant, des individus portant des masques de Donald Trump ou Hilary Clinton s'entrecroisent avec des sculptures de chérubin animées, et d'autres images à base de trous, de clowns, de sang ou de symboles des États-Unis. La musique du générique ne change pas, sauf certaines mélodies faisant référence aux percussions et aux cuivres utilisées généralement pour sonner l'hymne américain.
Pour la huitième saison, le générique d'ouverture renvoie aux sources de la série. On y voit des serpents, des bougies en train de fondre ou fondues, des représentations du Diable, une photographie de l'Antéchrist bébé (la même que dans le générique d'ouverture de Murder House), des explosions atomiques, une créature squelettique identique à celle aperçue dans le générique de Coven, un microscope ainsi que des photos de familles réduites en poussière par une explosion. La musique du générique est un mélange des musiques du générique de Murder House et Coven.
Le générique de la neuvième saison est inspiré de la création d'un fan, Corey Vega. Ryan Murphy fut tellement impressionné qu'il décida de l'inviter pour créer, avec Kyle Cooper, le générique actuel. Il reprend l'ancienne qualité vidéo VHS. Pour la première fois, un nouveau caractère de texte de style slasher est utilisé, à l'exception des voyelles « O » et « A ». On y retrouve, entre autres, des danseurs d'aérobic, des images d'armes blanches (couteaux, machettes, haches…), du sang qui coule et gicle sur l'écran, des images animées ressemblant à de vieux jeux vidéo, des plans de lacs et de camp de vacances ainsi que des couleurs et motifs rétros. La musique, quant à elle, reprend le même air, mais avec un côté vintage.

## Tournage
L'épisode pilote de la première saison est tourné sur place, dans une maison au Country Club Park, à Los Angeles en Californie, qui sert finalement de maison hantée et de scènes de crime dans la série. Construite aux alentours de 1908 par l'architecte Alfred Rosenheim (en), la maison de style victorien servait précédemment de couvent,,. La série est filmée à partir d’une réplique exacte de la maison. Certains détails comme les vitraux et les luminaires en bronze ont été recréés pour préserver le style de la maison. En raison d'un planning très chargé, le tournage de l'épisode pilote prend du retard, les co-créateurs Ryan Murphy et Brad Falchuk travaillant sur une autre série : Glee.
- Le tournage de la saison 1 a principalement lieu à Los Angeles.
- Le tournage de la saison 2 s'est déroulé en partie à l'extérieur à Hidden Valley à Los Angeles, en Californie.
- Les saisons 3 et 4 sont tournées à La Nouvelle-Orléans.
- Le tournage des saisons 5 et 6 se déroule principalement à Los Angeles, en studios, mais aussi en ville.
- Le tournage de la saison 7 a été, en général, effectué à Los Angeles, du 26 mai 2017 jusqu'à la fin de l'été.
- La saison 8 a été tournée à Los Angeles ainsi qu'a la Nouvelle-Orléans au cours de l'été 2018.
- Le tournage de la saison 9 a débuté à Los Angeles, en juillet 2019, aux Fox Studios. Il a également eu lieu au Franklyn Canyon Park, à quelques minutes de la ville.
- Le tournage de la première partie de la saison 10 débute le 2 décembre 2020 à Los Angeles, en studios. Il se poursuit dès le 1er mars 2021 dans la ville de Provincetown, dans le Massachusetts, mais également dans plusieurs villes de Californie, en studios et en bord de mer. Il se termine le 16 mai. Le tournage de la deuxième partie débute en juillet de la même année, dans le désert de Californie ainsi qu'aux Fox Studios, et se termine le 27 septembre.
- Le tournage de la saison 11 a lieu à New York à partir du 14 juin 2022 et s'y déroule tout au long de l'été.

## Liste des saisons
| Saison | Saison | Nombre d'épisodes | Diffusion originale sur FX | Diffusion originale sur FX | Diffusion originale sur FX | Diffusion française sur le groupe Canal+ |
| Saison | Saison | Nombre d'épisodes | Années                     | Début de saison            | Fin de saison              | Début de saison                          |
| ------ | ------ | ----------------- | -------------------------- | -------------------------- | -------------------------- | ---------------------------------------- |
|        | 1      | 12                | 2011                       | 5 octobre 2011             | 21 décembre 2011           | 5 mai 2012                               |
|        | 2      | 13                | 2012                       | 17 octobre 2012            | 23 janvier 2013            | 6 avril 2013                             |
|        | 3      | 13                | 2013                       | 9 octobre 2013             | 29 janvier 2014            | 26 avril 2014                            |
|        | 4      | 13                | 2014                       | 8 octobre 2014             | 21 janvier 2015            | 25 avril 2015                            |
|        | 5      | 12                | 2015                       | 7 octobre 2015             | 13 janvier 2016            | 16 avril 2016                            |
|        | 6      | 10                | 2016                       | 14 septembre 2016          | 16 novembre 2016           | 22 avril 2017                            |
|        | 7      | 11                | 2017                       | 5 septembre 2017           | 14 novembre 2017           | 30 novembre 2017                         |
|        | 8      | 10                | 2018                       | 12 septembre 2018          | 14 novembre 2018           | 7 février 2019                           |
|        | 9      | 9                 | 2019                       | 18 septembre 2019          | 13 novembre 2019           | 1er janvier 2020                         |
|        | 10     | 10                | 2021                       | 25 août 2021               | 20 octobre 2021            | 17 novembre 2021                         |
|        | 11     | 10                | 2022                       | 19 octobre 2022            | 16 novembre 2022           | 20 octobre 2022                          |
|        | 12     | 9                 | 2023                       | 20 septembre 2023          | 24 avril 2024              | 22 septembre 2023                        |

Première saison
Deuxième saison
Troisième saison
Quatrième saison
Cinquième saison
Sixième saison
Septième saison
Huitième saison
Neuvième saison
Dixième saison
Onzième saison
Douzième saison

## Audiences

### Aux États-Unis
L'épisode pilote est regardé par 3,2 millions de téléspectateurs pour la plupart âgés de 18 à 49 ans, et totalisa 5,2 millions de vues en comptant la rediffusion. Le classement de la série s'améliore au fur et à mesure de sa diffusion : le septième épisode rassemble 3,06 millions de spectateurs ; un exploit pour un épisode de milieu de saison,,.
La première saison de la série a réuni en moyenne 2,82 millions de téléspectateurs aux États-Unis, et 2,53 millions de téléspectateurs pour la deuxième saison. Le premier épisode de la saison 3 réalise un record historique avec plus de 5,5 millions de téléspectateurs, le 2e épisode de la saison 3 a rassemblé 4,5 millions de téléspectateurs et le 3e épisode 3,8 millions de fidèles.

### Dans les pays francophones
Sur NRJ 12, 224 000 spectateurs ont regardé le premier épisode et 137 000 spectateurs pour les épisodes 2 et 3 de la 1re saison en deuxième partie de soirée 

## Réception critique
| Saison | Saison         | Critique            | Critique          | Critique           |
| Saison | Saison         | Rotten Tomatoes     | Metacritic        | Allociné           |
| ------ | -------------- | ------------------- | ----------------- | ------------------ |
|        | Murder House   | 74 % (38 critiques) | 62 (30 critiques) | 4.2/5 (1731 notes) |
|        | Asylum         | 84 % (43 critiques) | 65 (23 critiques) | 4.5/5 (1518 notes) |
|        | Coven          | 83 % (32 critiques) | 71 (24 critiques) | 3.9/5 (1101 notes) |
|        | Freak Show     | 79 % (32 critiques) | 69 (19 critiques) | 4.0/5 (878 notes)  |
|        | Hotel          | 64 % (48 critiques) | 60 (24 critiques) | 3.8/5 (776 notes)  |
|        | Roanoke        | 76 % (15 critiques) | 72 (9 critiques)  | 3.6/5 (629 notes)  |
|        | Cult           | 73 % (49 critiques) | 66 (24 critiques) | 3.6/5 (533 notes)  |
|        | Apocalypse     | 75 % (6 critiques)  | 62 (30 critiques) | 3.5/5 (511 notes)  |
|        | 1984           | 87 % (8 critiques)  | 70 (22 critiques) | 3.9/5 (518 notes)  |
|        | Double Feature | 80% (61 critiques)  | NC                | 2.7/5 (260 notes)  |
|        | NYC            | 71% (7 critiques)   | NC                | 2.8/5 (209 notes)  |
|        | Delicate       | 77% (13 critiques)  | 57% (8 critiques) | 2.5/5 (49 notes)   |

American Horror Story reçoit généralement des avis positifs venant des critiques. Le premier épisode obtient un score de 62 sur 100 sur Metacritic basé sur 29 critiques (du premier épisode, les épisodes suivants ayant eu des critiques globalement meilleures,). Ken Tucker d'Entertainment Weekly note l'épisode pilote B+, écrivant : « AHS tente de nous effrayer, avec beaucoup de cris, secousses, sexe, visages décomposés, comportements psychotiques et bébés morts ». Chuck Barney du San Jose Mercury News dit : « Beaucoup de séries TV s’effacent de votre mémoire assez rapidement. Cette série va hanter vos rêves ».
Hank Stuever du The Washington Post dit dans sa critique : « Exagérer les choses est l’un des principaux défauts de Murphy, mais cette série a un style captivant et vertigineux ». Mike Hale du New York Times qualifia AHS comme : « une série adulte culte, mélangeant le succès des séries True Blood et The Walking Dead ». Les critiques ne furent pas toutes favorables : Alan Sepinwall de HitFix attribua un D−, commentant : « La série perd pied avec la réalité, et son accumulation de bruits et de personnages étranges ne vous permettra pas d’oublier cette série, bien que beaucoup le souhaiteraient ». Mary McNamara du Los Angeles Times écrivit une critique mitigée, expliquant : « tout s’effondre à chaque occasion » mais qu’il est « dur de détourner les yeux ». L'Express publie à propos de la saison 3 : « Après une saison 1 réussie, une saison 2 intense et horrible, nous pouvions nous attendre à une saison 3 décevante. Finalement… la beauté d’American Horror Story, c'est de sans cesse se renouveler dans un registre différent. La maison hantée était mystérieuse, l'asile était terrifiant et le couvent est hypnotique. »

## Distinctions

### Récompenses
- 2011
16e cérémonie des Satellite Awards
Satellite Award de la meilleure série télévisée de genre
Outstanding Performance pour Jessica Lange
- 2012
Golden Globe
Golden Globe de la meilleure actrice dans un second rôle dans une série, une mini-série ou un téléfilm pour Jessica Lange
Emmy Award
Primetime Emmy Award de la meilleure actrice dans un second rôle dans une mini-série ou un téléfilm pour Jessica Lange
- 2013
Motion Picture Sound Editors Awards
Meilleur montage son court d'effets spéciaux : Welcome to Briarcliff
Costume Designers Guild Awards
Meilleurs costumes pour un téléfilm ou une mini-série
Critics' Choice Television Awards
Critics' Choice Television Award
Meilleur acteur dans une mini-série ou un téléfilm pour Zachary Quinto
Meilleure actrice dans une mini-série ou un téléfilm pour Sarah Paulson
- 2014
Emmy Awards
Meilleure actrice pour un rôle secondaire dans une mini-série pour Kathy Bates
Meilleure actrice dans une mini-série pour Jessica Lange
- 2016 :
Golden Globe de la meilleure actrice dans une mini-série ou un téléfilm pour Lady Gaga
- 2017 :
MTV Movie Award du meilleur méchant pour Wes Bentley
- 2018 :
Emmy Awards
Emmy Award de la meilleure actrice dans une mini-série ou un téléfilm pour Sarah Paulson
Emmy Award de la meilleure actrice dans un second rôle dans une mini-série ou un téléfilm pour Adina Porter
Critics' Choice Television Award
Critics' Choice Television Award du meilleur acteur dans une mini-série ou un téléfilm pour Evan Peters
- 2019 :
Emmy Award de la meilleure actrice invitée dans une série télévisée dramatique pour Jessica Lange

### Nominations
- 2013-2014
Golden Globes
Meilleure actrice dans une mini-série ou un téléfilm pour Jessica Lange
Screen Actors Guild Awards
Meilleure actrice dans une série dramatique pour Jessica Lange
Critics' Choice Awards
Meilleure actrice pour un rôle secondaire dans une mini-série pour Kathy Bates
Satellite Awards
Meilleure actrice dans un rôle secondaire dans un film ou une mini-série pour Kathy Bates

## Produits dérivés

### Sorties DVD et disque Blu-ray
| Intitulé du coffret                     | Nombre d'épisodes | Dates de sortie     | Dates de sortie   | Nombre de disques | Nombre de disques | Société de distribution             |
| Intitulé du coffret                     | Nombre d'épisodes | États-Unis (Zone 1) | France (Zone 2)   | DVD               | Blu-ray           | Société de distribution             |
| --------------------------------------- | ----------------- | ------------------- | ----------------- | ----------------- | ----------------- | ----------------------------------- |
| L'intégrale de la saison 1              | 12                | 25 septembre 2012   | 24 octobre 2012   | 4                 | 3                 | 20th Century Fox Home Entertainment |
| Asylum - L'intégrale de la saison 2     | 13                | 8 octobre 2013      | 23 octobre 2013   | 4                 | 3                 | 20th Century Fox Home Entertainment |
| Coven - L'intégrale de la saison 3      | 13                | 7 octobre 2014      | 22 octobre 2014   | 4                 | 3                 | 20th Century Fox Home Entertainment |
| Freak Show - L'intégrale de la saison 4 | 13                | 6 octobre 2015      | 30 septembre 2015 | 4                 | 3                 | 20th Century Fox Home Entertainment |
| Hotel - L'intégrale de la saison 5      | 12                | 4 octobre 2016      | 5 octobre 2016    | 4                 | 3                 | 20th Century Fox Home Entertainment |
| Roanoke - L'intégrale de la saison 6    | 10                | 3 octobre 2017      | 1er octobre 2017  | 3                 | 3                 | 20th Century Fox Home Entertainment |
| Cult - L'intégrale de la saison 7       | 11                | 24 septembre 2018   | 26 septembre 2018 | 3                 | 3                 | 20th Century Fox Home Entertainment |
| Apocalypse - L'intégrale de la saison 8 | 10                | 24 septembre 2019   | 25 septembre 2019 | 3                 | 3                 | 20th Century Fox Home Entertainment |

### Séries dérivées

#### American Crime Story
En octobre 2014, Ryan Murphy et FX annoncent vouloir agrandir la franchise American Horror Story, avec une toute nouvelle série d'anthologie basée sur de vraies affaires criminelles, American Crime Story.
La première saison de dix épisodes, sous-titrée The People vs O. J. Simpson (basée sur le livre The Run of His Life: The People V. O. J. Simpson de Jeffrey Toobin) se centre sur l'affaire O. J. Simpson en 1994, un ancien joueur de football américain qui a été accusé d’avoir assassiné son ex-femme. Le tournage a commencé à Los Angeles, en janvier 2015. Elle est diffusée sur FX dès février 2016 aux États-Unis.
La saison 2, diffusée en 2018, se focalise sur l'assassinat du célèbre couturier italien Gianni Versace assassiné à Miami en 1997 par le tueur en série Andrew Cunanan.
La saison 3 examinera le scandale sexuel entre le président américain Bill Clinton et Monica Lewinsky, stagiaire à la Maison-Blanche. La saison ne se centrera pas autour des Clinton, mais plutôt autour de Monica Lewinsky, Linda Tripp et Paula Jones, trois femmes utilisées par la droite afin de faire tomber les Clinton. La troisième saison sera diffusée le 27 septembre 2020 (décalé en 2021 à cause de la pandémie du Coronavirus) sur FX. La saison est adaptée d'un autre livre de Tobbin, A Vast Conspiracy: The Real Sex Scandal That Nearly Brought Down a President.
Le 13 août 2021, Ryan Murphy et FX annoncent que la série aura droit à une quatrième saison intitulée Studio 54. Cette saison va suivre l'histoire de Steve Rubell et Ian Schrager .

#### American Horror Stories
Le 11 mai 2020, Ryan Murphy a dévoilé sur Instagram que American Horror Story pourrait avoir droit à son propre spin off. Ce dernier s'intitulerait American Horror Stories, avec des épisodes d'une heure et des histoires différentes pour chaque épisode avec, au casting, les acteurs emblématiques d’American Horror Story. Le 26 mai 2020, la chaîne FX confirme la rumeur.
Le 12 novembre 2020, Ryan Murphy dévoile sur son compte Instagram la première affiche de la série. La série sera composée de seize épisodes avec une histoire horrifique différente à chaque épisode. La saison 1 sera composée de huit épisodes et les huit autres commandés sont prévus pour la saison 2 en 2022.

#### American Love Story
Le 13 août 2021, la chaîne FX annonce deux nouvelles séries dérivées de la franchise prévues pour 2025.
La première se nomme American Love Story et racontera une histoire de romance à chaque saison. La première saison reviendra sur le mariage de John Fitzgerald Kennedy Jr et de Carolyn Bessette.

#### American Sports Story
Le 13 août 2021, la chaîne FX annonce deux nouvelles séries dérivées de la franchise prévues pour 2024.
American Sports Story racontera des évènements impliquant une figure majeure du sport Aaron Hernandez accusé de meurtre en 2015.

## Futur de la série
Fin 2019, Ryan Murphy et le directeur de la chaîne FX étaient en pleine discussion concernant le futur de la série. Ils prévoyaient de renouveler la série jusqu'à la saison 20. Murphy a annoncé que si FX arrêtait de diffuser la série, elle continuerait à être produite par Netflix.
En revanche, le 9 janvier 2020, il est annoncé que la série a été renouvelée jusqu'à la saison 13.
Le 20 septembre 2023 la saison 12 débute.